# Harmonização morfológica
Na linguística, harmonização morfológica ou harmonização de paradigma é a generalização de uma flexão por todo um paradigma linguístico, um grupo de formas com o mesmo radical em que cada forma corresponde, em uso, a diferentes ambientes sintáticos ou entre palavras. O resultado dessa harmonização é um paradigma menos variado, com menos formas.
Quando uma língua se torna menos sintética, frequentemente é uma questão de harmonização morfológica. Um exemplo é o modo verbal de verbos em inglês, que se tornou quase inalterada hoje em dia, contrastando, por exemplo, com o latim, no qual um verbo tem dezenas de formas, cada uma expressando um tempo, aspecto gramatical, modo verbal, voz verbal, pessoa e número diferentes. Por exemplo, o verbo em inglês sing (cantar) tem apenas duas formas no tempo presente (I/you/we/they sing e he/she sings), mas seu equivalente em latim, cantāre, tem seis: uma para cada combinação de pessoa e número.

## Tipos
Existem dois tipos de harmonização de paradigma:

### Harmonização interna de paradigma
Neste caso, o harmonização de paradigma ocorre dentro do mesmo paradigma. Dessa maneira, a forma de uma palavra assume a(s) característica(s) de outra forma dentro de seu próprio paradigma.

### Harmonização trans-paradigmática
Na harmonização trans-paradigmático, o processo ocorre entre duas formas originárias de dois paradigmas separados. Isso significa que uma forma de um paradigma começa a se parecer à forma de outro paradigma separado.

## Aplicações

### Harmonização do verboto be
Nesta aplicação de harmonização, o verbo to be se torna nivelado para algumas formas selecionadas usadas na língua. A harmonização de to be é considerado uma extensão por analogia da forma (mais frequente) da terceira pessoa do singular do verbo ser/estar, is, para outras pessoas, como a primeira pessoa do singular, I is, e em terceira pessoa do plural, they is. Em inglês, isso seria o uso de I is para I am e they is para they are. Essa harmonização se estende ao pretérito para was. Em dialetos que usam essa harmonização, exemplos seriam "They was late" (eles estavam atrasados) e "We was fixing it" (nós estávamos consertando).

### Harmonização ablaut
Um ablaut (ou apofonia) é a mudança de vogais dentro de uma única raiz ou de suas relações, comum a muitas línguas indo-europeias. Dentro dos termos da harmonização de paradigma, a harmonização de ablaut ocorre quando a variação nas vogais usadas para diferenciar formas enfraquece, ou diminui, para imitar uma forma similar.

### Harmonização de Paradigma Prosódico (HPP)
A prosódia trata do tom, comprimento e volume dos segmentos das palavras. Na Harmonização de Paradigma Prosódico (HPP), a prosódia das formas de uma palavra é nivelada de modo que a distinção prosódica entre as palavras seja mínima, ou que sejam prosodicamente similares. Essa aplicação de harmonização ocorre em duas etapas. A primeira é quando uma nova forma começa a ganhar uso ao lado de uma versão mais antiga da palavra. A segunda etapa é quando a forma mais antiga cai em desuso e a mais recente se torna a forma principal da palavra.

## Nas línguas

### Inglês
Devido aos muitos dialetos do inglês, existem várias maneiras pelas quais a harmonização morfológica afeta a língua.

#### Harmonização deto be
O inglês vernáculo afro-americano (IVAA) e o inglês da região dos Apalaches exibem a harmonização de to be mencionado acima.
No caso do IVAA, esse tipo de harmonização pode ser usada para alterar a semântica de uma frase. Quando um falante desse dialeto diz uma frase como "I be working when they call", ("eu vou estar trabalhando quando eles ligarem") não significa o mesmo que "I am working when they call". Significa que o falante geralmente está trabalhando quando recebe a ligação telefônica. Assim, a harmonização do verbo é usado para mostrar um evento recorrente em vez do acontecimento imediato típico do verbo.
Em termos mais gerais do inglês Apalache, os falantes usarão a forma no pretérito de to be em vez de usar as outras conjugações do verbo. Assim, frases como "We was talking" ("nós estávamos conversando") e "They was making a mess" ("eles estavam fazendo uma bagunça") tornam-se comuns na língua. Eles também fazem uso de uma forma contraída do verbo was. Essas frases se parecem com "We's out last night" ("estávamos fora ontem à noite"). Essa forma contraída difere da forma contraída de is devido ao contexto decididamente no passado da frase.

#### Harmonização de ablaut
Um exemplo de harmonização de ablaut seria a reanálise de verbos da língua inglesa fortes bem como os verbos fracos, como bode tornando-se bided ("esperado") e swoll tornando-se swelled ("inchado"). As formas fortes originais desses e da maioria dos outros verbos nivelados são compreendidas por falantes modernos de inglês, mas raramente são usadas. Outro exemplo é como, exceto por alguns substantivos, as formas plurais originais do inglês, provenientes da declinação fraca do inglês antigo, foram substituídas por um marcador plural generalizado; até o século XVI, shoon ainda estava em uso como forma plural de shoe, mas no inglês contemporâneo, a única forma aceitável é shoes ("sapato"), usando o marcador plural geral -s.

#### HPP
Historicamente, o inglês passou por algumas mudanças relacionadas à harmonização de paradigma prosódico. Por exemplo, a palavra he'd em inglês australiano experimentou uma harmonização interna em termos de vogais. A palavra original era pronunciada /hid/ (no AFI) da mesma forma que a palavra heed é pronunciada em inglês americano. No entanto, ela sofreu influência da forma mais fraca da palavra, /hɪd/. Assim, a pronúncia principal da palavra tornou-se /hɪd/. Outro exemplo disso seria a palavra than. A palavra era originalmente pronunciada /ðæːn/, essa harmonização ocorreu em termos de harmonização trans-paradigmática. A mudança na palavra derivou de paradigmas como that (/ðæt) e have (/hæv/), nos quais than abandonou o alongamento da vogal para se tornar /ðæn/.

### Línguas germânicas
Em línguas germânicas, como sueco, holandês e alemão, ocorre harmonização de ablaut em relação aos verbos fortes. No caso do sueco, o pretérito terá um padrão de vogais distinto em comparação com o particípio passado, especificamente o pretérito. Um exemplo disso seria o verbo que significa escrever, que é conjugado da seguinte forma:
- Infinitivo/Presente: skriva
- Pretérito: skrev
- Particípio Passado: skrivit

As vogais para o pretérito singular e o particípio passado são e e i, respectivamente. Isso segue o padrão mencionado acima de o sueco manter os dois tempos verbais separados. A harmonização ocorre pelo fato de os outros tempos verbais coincidirem com um ou outro dos tempos. Neste caso, o infinitivo/presente e os tempos verbais plurais do pretérito seguem o particípio passado e usam a vogal i.
O alemão e holandês seguem um padrão diferente, no qual as vogais do pretérito singular e do particípio passado permanecem iguais. No entanto, este é apenas o padrão preferido, e certos verbos não seguem essa forma.
|                     | Holandês | Holandês | Alemão   | Alemão    |
| ------------------- | -------- | -------- | -------- | --------- |
|                     | oferecer | roubar   | oferecer | encontrar |
| Infinitivo/Presente | bieden   | stelen   | bieten   | finden    |
| Pretérito Singular  | bôd      | stal     | bot      | fand      |
| Pretérito Plural    | bôden    | stâlen   | boten    | fanden    |
| Particípio Passado  | gebôden  | gestôlen | geboten  | gefunden  |

No gráfico acima, tanto as versões em holandês quanto em alemão do verbo oferecer mantêm a vogal do pretérito singular igual à do particípio passado. No entanto, no verbo alemão encontrar e no verbo holandês roubar, cada um possui uma vogal diferente usada no pretérito singular e no particípio passado.